# Єдлінськ
Єдлінськ (пол. Jedlińsk) — село в Польщі, у гміні Єдлінськ Радомського повіту Мазовецького воєводства.
Населення — 1740 осіб (2011).
Назва походить від Jodła (ялиця). Згадується з XV століття. У 1530—1655 роках — містечко. 1794 року в селі розквартировувався Тадеуш Костюшко. 1809 року стало місцем битви австрійських військ із профранцузькими силами Варшавського герцогства. 1890 року постраждало від пожежі.
У 1975-1998 роках село належало до Радомського воєводства.

## Демографія
Демографічна структура станом на 31 березня 2011 року:
|          | Загалом | Допрацездатний вік | Працездатний вік | Постпрацездатний вік |
| -------- | ------- | ------------------ | ---------------- | -------------------- |
| Чоловіки | 832     | 191                | 577              | 64                   |
| Жінки    | 908     | 200                | 543              | 165                  |
| Разом    | 1740    | 391                | 1120             | 229                  |